# Pacispora scintillans
Pacispora scintillans är en svampart som först beskrevs av S.L. Rose & Trappe, och fick sitt nu gällande namn av Sieverd. & Oehl ex C. Walker, Vestberg & A. Schüssler 2007. Pacispora scintillans ingår i släktet Pacispora och familjen Pacisporaceae.   Inga underarter finns listade i Catalogue of Life.